# Олшанске
Олшанске (на украински: Ольшанське) е селище от градски тип в Южна Украйна, Николаевски район на Николаевска област. Основано е през 1964 година. Населението му е около 4069 души.